# Weinebene
La Weinebene est un col situé à 1 668 mètres d'altitude, qui relie Wolfsberg (Carinthie) à Deutschlandsberg (Styrie). Il est situé près de St. Gertraud, dans le sud du Land de Styrie en Autriche.
Il est le point de départ de chemins de randonnée, menant entre autres au sommet du massif de la Koralpe (2 141 mètres).
Weinebene est également une station de ski de taille moyenne, aménagée au niveau de ce col.

## Domaine skiable
Le domaine skiable, qui profite d'un enneigement relativement abondant pour la région, est situé à cheval sur la frontière entre les Länder de Styrie et de Catinthie. Les pistes, tracées dans la forêt sur un versant de montagne peu pentu, sont courtes et guère variées. Le nombre officiel de pistes est de fait exagéré, car plusieurs pistes ne sont séparées les unes des autres que par des clôtures coupe-vent. Elles sont dans l'ensemble beaucoup plus faciles que dessinées sur le plan des pistes officiel. De fait, la station est particulièrement adaptée aux skieurs de niveau débutant.
Les remontées mécaniques sont quant à elles anciennes et peu confortables (uniquement des téléskis).
La station est membre des regroupements de stations de ski Skiregion Süd et TopSkiPass Kärnten & Osttirol.